# Tomáš Slavík
Tomáš Slavík (* 29. April 1981 in Jilemnice) ist ein ehemaliger tschechischer Nordischer Kombinierer.

## Werdegang
Slavík begann seine internationale Karriere 2001 im B-Weltcup der Nordischen Kombination. Bei den Nordischen Skiweltmeisterschaften 2003 im Val di Fiemme erreichte er im Gundersen den 40. und im Sprint den 34. Platz. Am 14. Februar 2004 gab er in Oberstdorf sein Debüt im Weltcup der Nordischen Kombination. Einen Tag später erreichte er im Sprint-Wettbewerb mit Platz 24 erstmals die Punkteränge. Bei der Winter-Universiade 2005 in Innsbruck und Seefeld gelang ihm im Gundersen ein siebenter und im Sprint der vierte Platz. Im selben Jahr startete er erneut bei den Nordischen Skiweltmeisterschaften in Oberstdorf. Dabei konnte er seine Leistungen im Vergleich zu 2003 zwar steigern, erreichte trotz dessen jedoch keine vorderen Platzierungen. Bei den Olympischen Winterspielen 2006 in Turin gelang ihm im Gundersen der 37. Platz, im Sprint der 27. Platz und gemeinsam mit Ladislav Rygl, Pavel Churavý und Aleš Vodseďálek im Teamwettbewerb der 8. Platz. Bei den Tschechischen Meisterschaften 2007 gewann er Gold im Einzel und Silber im Sprint. Bei der Winter-Universiade 2007 in Pragelato gewann er Gold im Gundersen und Bronze im Sprint. Einen Monat später startete er erneut bei Nordischen Skiweltmeisterschaften in Sapporo, konnte jedoch erneut keine vorderen Platzierungen erreichen. Im Weltcup konnte er im Sprint mehrere Punktgewinne erzielen und beendete die Saison 2006/07 auf dem 21. Platz in der Sprintweltcup-Gesamtwertung. Ein Jahr später gelang ihm auch im Gundersen vermehrt der Sprung in die Punkteränge. Die Saison 2007/08 beendete er am Ende auf dem 26. Platz der Weltcup-Gesamtwertung. Bei den Nordischen Skiweltmeisterschaften 2009 in Liberec blieb er erneut erfolglos. Bei den Olympischen Winterspielen 2010 in Vancouver erreichte er im Einzel von der Normalschanze den 20. Platz und im Einzel von der Großschanze den 25. Platz. Im Teamwettbewerb erreichte er gemeinsam mit Miroslav Dvořák, Pavel Churavý und Aleš Vodseďálek den 8. Platz.
Im Sommer 2010 bestritt Slavík mit eher wenig Erfolg den Grand Prix der Nordischen Kombination. In die Weltcup-Saison 2010/11 startete Slavík in Kuusamo mit einem 16. Platz im Gundersen von der Großschanze. Im Februar nahm er an zwei Wettbewerben im Continental Cup der Nordischen Kombination im Schweizer Eisenerz teil und erreichte dabei im ersten Wettbewerb Rang vier. Bei den folgenden Nordischen Skiweltmeisterschaften 2011 in Oslo belegte er im Gundersen von der Normalschanze Rang 11 und von der Großschanze Rang sieben. In den beiden Teamwettbewerben wurde er mit seinen Mannschaftskollegen Zehnter und Neunter. Im Januar 2012 konnte er beim Continental Cup in Klingenthal zweimal als Zweiter das Podium besteigen. Im Weltcup gelang ihm an gleicher Stelle im Februar mit Rang drei auch das erste Weltcup-Podium. Es blieb sein einziges Podium in der höchsten Wettbewerbsserie. Bei den Weltmeisterschaften 2013 im Val di Fiemme kam er in beiden Einzeldisziplinen nicht mehr unter die Top 20 und auch mit der Mannschaft kam er nicht über Rang zehn hinaus. Ein Jahr später startete Slavík bei den Olympischen Winterspielen 2014 in Sotschi. Nach den Plätzen 25 und 29 in den Einzeldisziplinen wurde er mit der Mannschaft in der Staffel Siebenter.
Nachdem Slavík in den ersten Weltcups der Saison 2014/15 von fünf Starts dreimal die Punkteränge verpasst hatte, beendete er im Februar überraschend während der laufenden Saison seine aktive Karriere.

## Statistik

### Platzierungen bei Olympischen Winterspielen
| Jahr und Ort   | Wettbewerb   | Wettbewerb | Wettbewerb   | Wettbewerb |
| Jahr und Ort   | Gundersen NS | Sprint     | Gundersen GS | Team       |
| -------------- | ------------ | ---------- | ------------ | ---------- |
| 2006 Turin     | 37.          | 26.        | –            | 08.        |
| 2010 Vancouver | 20.          | –          | 25.          | 08.        |
| 2014 Sotschi   | 25.          | –          | 29.          | 07.        |

### Weltcup-Platzierungen
| Saison  | Platz | Punkte |
| ------- | ----- | ------ |
| 2006/07 | 45.   | 050    |
| 2007/08 | 26.   | 192    |
| 2008/09 | 30.   | 162    |
| 2009/10 | 34.   | 107    |
| 2010/11 | 28.   | 086    |
| 2011/12 | 32.   | 134    |
| 2012/13 | 31.   | 121    |
| 2013/14 | 69.   | 012    |